# Людина з орденом (фільм, 1932)
Людина з орденом (рос. Человек с орденом) — фільм вірменського кінорежисера Амо Бек-Назаряна. Хоча фільм знімався російською кіностудією "Східкіно", але знімався у м. Ялта, Україна.